# Guy Casaril
Guy Casaril est un réalisateur, scénariste et écrivain français, né le 1er novembre 1933 à Miramont-de-Guyenne (Lot-et-Garonne), mort le 3 mai 1996 à Chapel Hill (Australie).

## Filmographie
- 1957 : En votre âme et conscience, épisode : L'affaire Sarret-Schmidt de Jean Prat (assistant réalisateur)
- 1965 : L'Or de Troie (téléfilm)[2]
- 1965 : Cette nuit-là (téléfilm)
- 1966 : Il faut que je tue monsieur Rumann (téléfilm), d’après un roman de Jean-Charles Pichon
- 1968 : Pitchi-Poï ou la Parole donnée (téléfilm)
- 1968 : L'Astragale (+ scénario)
- 1970 : Les Novices (+ scénario)
- 1971 : Les Pétroleuses (non crédité) - coréalisé avec Christian-Jaque - également acteur (+ scénariste - non crédité)
- 1972 : Le Rempart des béguines (+ scénario)
- 1974 : Piaf (adaptation et dialogue)
- 1975 : Émilienne

## Publications
- Guy Casaril, Rabbi Siméon bar Yochaï et la Cabbale, Paris, Éd. du Seuil, coll. « Points, Sagesses » (no 197), 2004, 181 p. (ISBN 978-2-02-067919-0, OCLC 470518368)
- La Magie quotidienne, Paris, Société des Éditions modernes, BNF 32941867

## Traductions
- En collaboration avec Françoise Casaril, Replay, roman de Ken Grimwood (États-Unis : 1986 ; France : 1988).